# Lynchia paramonovi
Lynchia paramonovi är en tvåvingeart som beskrevs av Maa 1969. Lynchia paramonovi ingår i släktet Lynchia och familjen lusflugor. Inga underarter finns listade i Catalogue of Life.